# Russell Dlamini
Russell Mmemo Dlamini é um político de Essuatíni e atual primeiro-ministro desde 4 de novembro de 2023.

## Biografia
Dlamini obteve um bacharelado em ciências agrônomas pela Universidade de Essuatíni e um mestrado em 2006 em desenvolvimento sustentável pela Universidade de Stellenbosch. Em novembro de 2015, foi nomeado CEO da Agência Nacional de Gerenciamento de Desastres.
Após as eleições gerais de 2023, o Rei Mswati III decidiu nomear Dlamini como primeiro-ministro.